# Un dragon pe nume Elliott
Un dragon pe nume Elliott (titlu original: în engleză Pete's Dragon) este un film american live-action de animație fantastic muzical din 1977 regizat de Don Chaffey, produs de Jerome Courtland și Ron Miller și scris de Malcolm Marmorstein după o povestire de Seton I. Miller și S. S. Field. Rolurile principale au fost interpretate de actorii Mickey Rooney ca Lampie, Shelley Winters ca Lena Gogan, Jeff Conaway ca Willie și Red Buttons ca Hoagy.
Un dragon pe nume Elliott a avut două nominalizări la cea de-a 50-a ediție a Premiilor Oscar, pentru coloană sonoră și cântec original. 
Filmul a dat naștere unui remake live-action, Pete și dragonul, realizat de Walt Disney Pictures și lansat în 2016.